# Calle de la Infanta Isabel
La calle de la Infanta Isabel es una vía pública de la ciudad española de Segovia.

## Descripción
La vía, que se conoció en otros tiempos como «calle de Reoyo», honra con el título actual a Isabel de Borbón y Borbón, que fue infanta de España y princesa de Asturias entre 1851 y 1857 y desde 1874 hasta 1880. Discurre desde la Plaza Mayor hasta la calle de la Herrería. Aparece descrita en Las calles de Segovia (1918) de Mariano Sáez y Romero con las siguientes palabras:

Infanta Isabel.—Esta calle está limitada por la Plaza Mayor y por la calle de Melitón Martín. Está dedicada a S. A. D.ª María Isabel Francisca de Borbón, hija de Isabel II, nacida en Madrid en 1851, que ha sido dos veces princesa de Asturias y viuda al año de su matrimonio del conde de Girgenti. Asidua concurrente al Real Sitio de San Ildefonso, donde pasa los meses de verano, hace a nuestra Ciudad continuas expediciones, visitando principalmente sus conventos y establecimientos benéficos, seguidas de espléndidas limosnas, y manifiesta especial interés por la población, lo mismo para asistir a sus ceremonias y solemnidades, que para contribuir al alivio de sus calamidades y ha ostentado en varias ocasiones, en sus viajes por el extranjero, el título de Condesa de Segovia. Hasta hace unos años se llamaba esta calle de Reoyo. En la primera mitad del siglo XIX vivió en Segovia, en la calle de San Francisco, un D. Lorenzo Reoyo, veterinario militar, hombre muy instruído y con una nutrida biblioteca. Adinerado y retirado de su profesión, era contertulio constante de algunas casas de nobles segovianos, pues entonces vivían siempre en la Ciudad todos los que en ella o su comarca tenían sus haciendas. Era su indumentaria extravagante, pues siendo calvo, gastaba un gorro blanco y encima se ponía la peluca, que no tapaba por completo el gorro, y era por esto corrido por los chiquillos; pero era muy ocurrente y de una culta conversación. Pudo llamarse de Reoyo esta calle en recuerdo de este antiguo segoviano, que poseyera alguna casa en la misma, y también pudo provenir el nombre de tiempos de judíos, en que muchos de ellos habitaban, entre otras, la cal de Rehoyo, que estaba por este sitio. Es una vía últimamente urbanizada y ya con casas de las buenas de la población.
(Sáez y Romero, 1918, pp. 87-88)